# Bralnik
Brálnik ali čitálnik je v računalništvu vhodna naprava, ki sprejema podatke. Včasih so bili bralniki v uporabi za branje s trakov in kartic, danes pa imamo optične bralnike (skenerje), čitalnike črtne kode, čitalnike kartic (z magnetnim zapisom) in druge.